# Vaugirard (stanice metra v Paříži)
Vaugirard je nepřestupní stanice pařížského metra na lince 12 v 15. obvodu v Paříži. Nachází se na křižovatce ulic Rue de Vaugirard, pod kterou vede linka metra, u náměstí Place Adolphe Chérioux.

## Historie
Stanice byla otevřena 5. listopadu 1910 jako součást prvního úseku linky A mezi stanicemi Porte de Versailles a Notre-Dame-de-Lorette. Tuto linku provozovala Société du chemin de fer électrique souterrain Nord-Sud de Paris, zkráceně nazývaná jako Compagnie Nord-Sud (Společnost Sever-Jih). Po jejím sloučení se společností Compagnie du Métropolitain de Paris obdržela linka A v roce 1931 číslo 12.

## Název
Jméno stanice je odvozeno od názvu ulice Rue de Vaugirard. Tato ulice je se svými 4360 metry nejdelší ulicí v Paříži. Vaugirard je zkomolenina z Val Gérard neboli Gérardovo údolí. Gérard de Moret byl opat v Saint-Germain-des-Prés, který přispěl ve 13. století k rozvoji zdejší vesnice nazývané jeho jménem. Z původního Valgérard přes Vaulgérard vzniklo dnešní Vaugirard.
Na informačních tabulích je oficiální název stanice doplněn ještě podnázvem psaným malým písmem: Adolphe Chérioux podle zdejšího náměstí. Adolphe Chérioux (1857-1934) byl pařížský politik a starosta 15. obvodu.

## Vstupy
Východy ze stanice jsou umístěny na Rue de Vaugirard a Place Adolphe Chérioux před radnicí 15. obvodu.